# ガルフストリームパークターフハンデキャップ
ガルフストリームパークターフハンデキャップ（Gulfstream Park Turf Handicap）は、アメリカ合衆国フロリダ州のガルフストリームパーク競馬場にて、毎年2月に開催されていた競馬の競走である。

## 概要
グレード制ではGIに類される。芝9ハロンで施行され、出走条件はサラブレッド4歳以上。賞金総額は30万ドル。アメリカ競馬のシーズンにおける芝GI競走としては最も早く施行される芝GIレースであった。

## 歴史
- 1986年-ガルフストリームパークブリーダーズカップハンデの競走名で距離8.5ハロンのハンデ戦として創設。
- 1990年-G3に格付け。
- 1991年-距離が11ハロンに延長される。
- 1999年-G1に昇格。
- 2006年-ガルフストリームブリーダーズカップステークスに改称し、距離11.5ハロンの定量戦に変更。
- 2007年-ガルフストリームパークブリーダーズカップターフステークスに改称し、距離11ハロンに変更。
- 2009年-ガルフストリームパークターフハンデキャップに改称し、距離9ハロンのハンデ戦に変更。
- 2019年-レース名をペガサスワールドカップターフにリニューアルされ、休止となる[1]。

## 2000年以降の勝ち馬
- 2018年 Heart to Heart
- 2017年 Almanaar
- 2016年 Lukes Alley
- 2015年 Mshawish[2]
- 2014年 Lochte
- 2013年 Point of Entry
- 2012年 Get Stormy
- 2011年 Teaks North
- 2010年 Court Vision
- 2009年 Kip Deville
- 2008年 Einstein
- 2007年 Jambalaya
- 2006年 Einstein
- 2005年 Prince Arch
- 2004年 Hard Buck
- 2003年 Man from Wicklow
- 2002年 Cetewayo
- 2001年 Subtle Power
- 2000年 Royal Anthem